# IJslandse hond
De IJslandse hond is een hondenras, behorende tot de keesachtigen. De IJslandse hond stamt af van honden die in de negende en tiende eeuw door de Vikingen naar IJsland zijn gebracht, waar ze werden gebruikt voor het drijven en hoeden van vee.
In de zestiende eeuw werd de IJslandse hond een gewild exportproduct naar Engeland, waar hij werd gehouden door de gegoede burgerij. De Britten zeiden over de IJslanders dat die hun kinderen voor niets weggaven, maar hun honden voor veel geld verkochten.

## Uiterlijk
De IJslandse hond is een middelgrote hond met rechtopstaande oren en een gekrulde staart. Het ras heeft een dikke, dubbele vacht, die zowel lang- en kortharig kan zijn en waterafstotend is. De belangrijkste vachtkleuren zijn bruinrood, beige, chocoladebruin, grijs en zwart. De buikzijde is meestal lichter van kleur. Ook heeft dit ras meestal enige witte vlekken. Het zwarte type heeft drie kleuren: zwart, witte vlekken en roodbruin of beige op de wangen, boven de ogen, en op de poten. De IJslandse hond weegt ongeveer 14 kilogram en heeft een schouderhoogte van tussen de 38 en de 48 centimeter. De reuen zijn groter dan de teven.

## Gedrag
Dit ras is zeer geschikt voor een gezin met kinderen. IJslandse honden zijn erg vrolijk, spelen heel graag en hebben veel energie. Maar dit laatste kan ook een nadeel zijn. Ze worden niet gelukkig van dagen niets ondernemen of hele dagen alleen thuis zijn. Het zijn echte sociale honden die bij mensen of andere dieren willen zijn. Ze zijn ook nagenoeg altijd vriendelijk en enthousiast naar andere mensen toe. Ze blaffen graag en hard.